# Pablo Birger
Pablo Birger (né le 7 janvier 1924 à Buenos Aires) est un ancien pilote argentin de course automobile.

## Biographie
Pablo Birger a notamment disputé le  Grand Prix d'Argentine en 1953 et 1955, sur Gordini. Il fut victime d'un accident de la route le 9 mars 1966.